# Чернеево (гмина)
Чернеево (пол. Czerniejewo) — гмина (волость) в Польше, входит как административная единица в Гнезненский повет, Великопольское воеводство. Население — 6880 человек (на 2004 год).

## Сельские округа
1. Челюсцин
2. Гембажево
3. Горанец
4. Горанин
5. Грабы
6. Компель
7. Косово
8. Нидом
9. Пакшин
10. Пакшинек
11. Павлово
12. Раково
13. Щытники-Чернеевске
14. Жыдово

## Соседние гмины
1. Гмина Гнезно
2. Гнезно
3. Гмина Лубово
4. Гмина Некля
5. Гмина Неханово
6. Гмина Победзиска
7. Гмина Вжесня